# L. Subramaniam

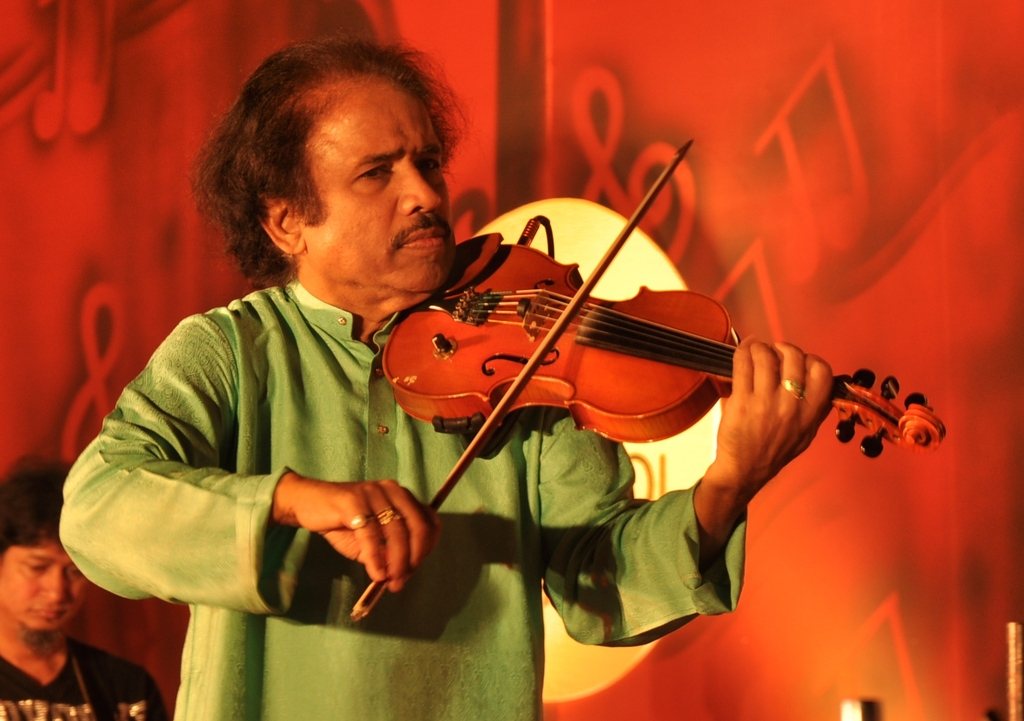
L. Subramaniam (2012)

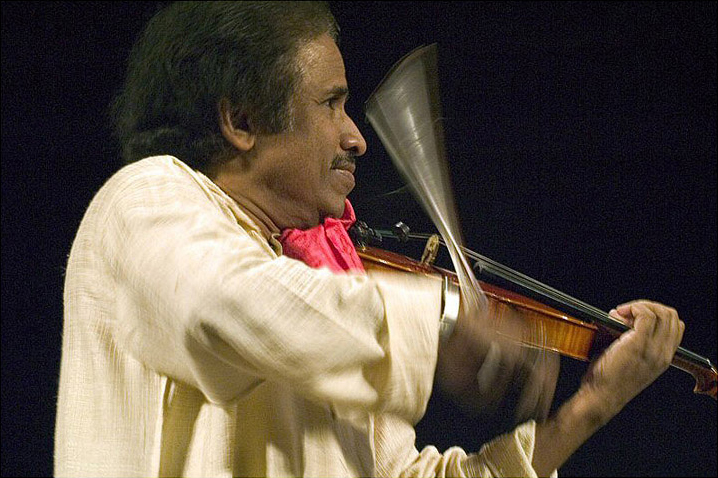
Bei einem Konzert in Chennai, 2003

L. Subramaniam (Lakshminarayana Subramaniam; * 23. Juli 1947) ist ein indischer Violinist, Komponist und Dirigent, der sowohl in der karnatischen Tradition Südindiens als auch der klassischen europäischen Musik ausgebildet und für seinen musikalischen Crossover bekannt ist.

## Leben

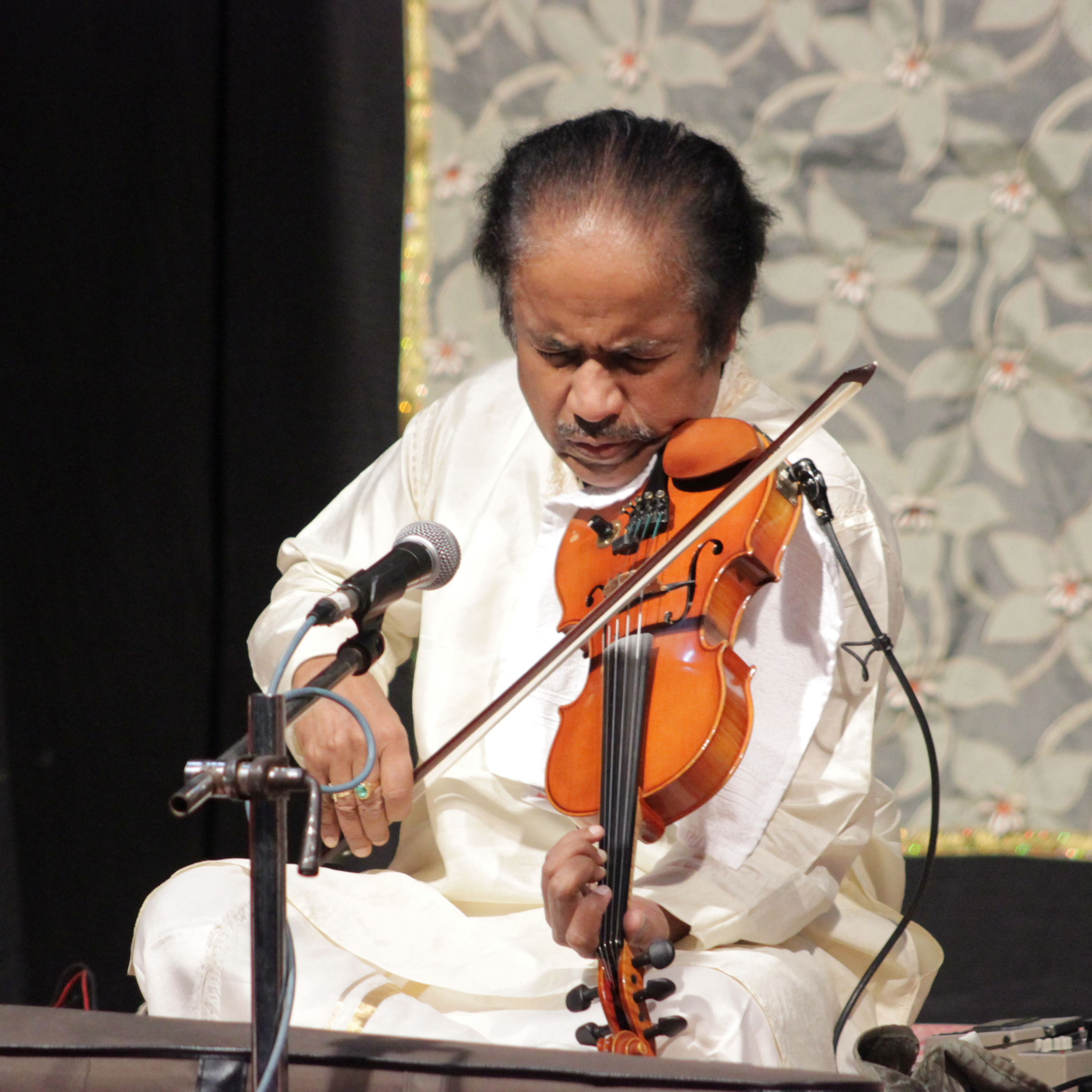
L. Subramaniam in Bhopal, 2015

L. Subramaniam wuchs in Ceylon auf, wo sein Vater V. Lakshminarayana, ein in klassischer südindischer Musik ausgebildeter Violinist und Sänger, am Musikcollege von Jaffna unterrichtete. Als Wunderkind erhielt er Unterricht von Amjad Ali Khansahib. Seine Mutter V. Seethalakshmi war eine anerkannte Musikerin. Er erlernte das Violinspiel, studierte dann aber Medizin und schloss mit dem Doktortitel ab. Dann erst entschied er sich, professioneller Musiker zu werden.
Sein jüngerer Bruder ist der ebenfalls als Geiger bekannte L. Shankar. Mit ihm und einem weiteren Bruder, L. Vaidyanathan, gründete er in den 1960er Jahren ein Trio, das in ganz Indien auftrat.
Er war mit Viji Subramaniam (gestorben 9. Februar 1995), der Tochter von Lakshmi Shankar, verheiratet. Er tritt auch mit dem gemeinsamen Sohn Ambi Subramaniam, gleichfalls ein Geiger, auf. Im November 1999 hat er eine zweite Ehe mit der indischen Sängerin Kavita Krishnamurti geschlossen.

## Werk
Subramaniam ist an über 150 Aufnahmen beteiligt; er hat Aufnahmen mit Yehudi Menuhin, Stéphane Grappelli, Ruggiero Ricci, aber auch mit Larry Coryell, Stanley Clarke, Herbie Hancock, Tony Williams, Karsten Vogel und anderen Musikern des Fusionjazz, aber auch mit Maynard Ferguson, Hubert Laws oder Bud Shank eingespielt. In den späten 1970er Jahren bildete er mit dem kalifornischen Jazzmusiker John Handy, dem Sarodspieler Ali Akbar Khan und dem Tablaspieler Zakir Hussain das World-Jazz-Quartett Rainbow, das nach Konzerten mit dem brasilianischen Gitarristen Bola Sete 1980 auch in Europa auf Tour war und aufnahm.
Außerdem hat er Symphonien und karnatische Kompositionen verfasst. Sowohl als Komponist als auch als Dirigent hat er mit zahlreichen bedeutenden Orchestern weltweit zusammengearbeitet. Zu seinen Orchesterwerken gehört Fantasy on Vedic Chant, das von der New York Philharmonic unter Zubin Mehta aufgeführt wurde, Turbulence (Orchestre de la Suisse Romande), The Concert of Two Violins (Oslo Philharmonic) und Global Symphony (Berliner Oper).
Subramaniam hat außerdem Filmmusik für die Filme Salaam Bombay und Mississippi Masala geschrieben. Er war der Violinensolist in Bernardo Bertoluccis Little Buddha, aber auch im Film in Cotton Mary. Auch hat er Bücher über karnatische Musik verfasst.
Weiterhin hat er bekannte karnatische Musiker wie Chembai Vaidyanatha Bhagavatar oder M. D. Ramanathan begleitet und mit Palghat Mani Iyer gespielt.

## Preise und Anerkennungen
Subramaniam erhielt bereits 1963 den Presidents Award als bester Geiger von All India Radio und 1972 vom Gouverneur von Madras den Titel Violin Chakravarthy („Kaiser der Geiger“). 1981 wurde er für einen Grammy nominiert. Er erhielt 1988 den Padma Shri, 1990 den Creative Music Award der Sangeet Natak Akademi und 2001 den Padma Bhushan.

## Diskographie (Auswahl)
- L. Subramaniam – Raga Hemavathi
- L. Subramaniam: Three Ragas
- Distant Visions
- Pacific Rendezvous
- Electric Modes
- All the Worlds Violins
- L. Subramaniam and Yehudi Menuhin in New York
- Le Violon de l'Inde du Sud
- L. Subramaniam – In Concert
- Shree Priya
- Global Fusion